# Diego (prénom)
Pour les articles homonymes, voir Diego et San Diego (homonymie).
Diego est un prénom masculin espagnol fêté le 13 novembre.

## Étymologie
Diego est la plupart du temps considéré comme la forme hispanophone du français Jacques.
Sa forme atypique s'explique par la grande popularité de Saint Jacques dans la péninsule ibérique : les deux mots Sant (du latin Sanctus) et Iaco  (du latin Iacobus) se sont retrouvés phonétiquement associés pour former Santiago, progressivement perçu comme un seul nom. Celui-ci a pu évoluer localement vers Sandiego. Une étymologie fautive a par la suite rétabli la séparation entre les deux mots, mais au mauvais endroit, c'est-à-dire après le San, inventant ainsi le prénom Tiago ou Diego.
On peut parfois trouver que ce prénom est issu du latin Didacus, dont l'origine pourrait être le grec ancien didaskein qui signifie « enseigner ». Cette étymologie, qui remonte au Moyen Âge, semble être le fruit d'une tentative de compréhension erronée de l'origine de ce prénom.

## Prénoms apparentés
Tous les dérivés de Jacques lui sont apparentés.
Diego, sous sa forme hispanophone, a fourni les variantes Diaz en espagnol, Diogo en portugais, Diègue en français.
L'étymologie médiévale Didacus a créé le français Didace[réf. nécessaire]

## Saints chrétiens
Voir Diego 

## Autres personnalités portant ce prénom
- Pour voir tous les articles concernant les personnes portant ce prénom, consulter les pages commençant par Diego.